# 王累
王 累（おう るい、生年不詳 - 211年? ）は、中国後漢末期の武将。益州広漢郡新都県の人。

## 略伝
劉璋の忠実な家臣で、その才能を認められ従事に任じられた。
211年、劉璋が張魯に対抗するため、劉備を益州に招こうとした時、城門に自分の身体を逆さ吊りにして諫言した。しかし、劉璋が彼の言葉を受け入れなかったため、王累は縄を解いて門前で首を掻き切って自決し、反対の意志を貫いた。このため『華陽国志』では、彼のことを「忠烈公、従事王累」と崇められている。
小説『三国志演義』第六十回でも、逆さ吊りとなって劉璋を諫めるが、聞き容れられなかったため、大いに叫ぶこと一声、自ら縄を切って地面に落下死している。